# Salvador Atasoy
Salvador Atasoy (* 26. Mai 1978 in Zürich) ist ein Schweizer Soziologe und Recherche-Journalist. Er moderiert diverse Nachrichtensendungen bei Radio SRF und präsidiert seit 2022 die grösste Schweizer Mediengewerkschaft SSM – das Schweizer Syndikat Medienschaffender. 

## Biografie

### Ausbildung
Salvador Atasoy besuchte das Gymnasium in Biel/Bienne, studierte anschliessend an der Universität Basel und Freiburg im Breisgau Soziologie und Biologie und promovierte 2019 an der Universität Zürich bei Peter-Ulrich Merz-Benz mit einer Arbeit zum Begriff der Qualität im Journalismus. In seiner Forschung beschäftigt sich Atasoy unter anderem mit Begriffen wie Haltung und dem Liberalismus Schweizer Prägung, die, wie er aufzeigt, eng mit dem Qualitätsbegriff im Schweizer Journalismus verknüpft sind.

«Qualität im Journalismus hat hier in der Schweiz historisch gesehen viel mit der Verteidigung von Grundwerten einer Gesellschaft zu tun – und mit der Positionierung einer Redaktion zu den wichtigsten (liberalen) Fragen der Gegenwart.»

Atasoy lehrt an verschiedenen Schweizer Universitäten – darunter an der Universität Freiburg und der Universität St. Gallen.

## Journalismus
Seine journalistische Laufbahn startete Atasoy 2001 bei Radio SRF Virus. 2004 gründete er zusammen mit dem Basler DJ John Bürgin die Clubsendung Virus Beats. Die Sendung wurde später von Radio SRF 3 übernommen und als CH-Beats weitergeführt. 2005 verliess Atasoy den Jugendsender und wechselte als Moderator ins Tagesprogramm von Radio SRF 1. Danach arbeitete er in einem Projektteam des Ringier-Verlages am Konzept einer neuen Schweizer Tageszeitung. In Zusammenarbeit mit Medienschaffenden wie Daniel Steil, Bernhard Weissberg, Silvia Tschui oder Thomas Benkö entstand die erste Abendzeitung der Schweiz mit dem Namen Heute (später Blick am Abend). Atasoy übernahm dabei die Leitung des Lifestyle- und Moderessorts.
2009 wechselte Atasoy zur Frankfurter Allgemeinen Zeitung nach Frankfurt am Main. Aus der Perspektive eines Schweizers in Deutschland beschrieb er unter anderem, wie es in der Schweiz zum Minarettstreit und zu der dazugehörigen Volksabstimmung kam. Er bezeichnete den Vorgang dabei als «Minarett-Scharia-Gleichung».

### Enthüllungen zu den Snowden-Files
Im Nachgang zu den Enthüllungen von Edward Snowden zeigte Atasoy im Dezember 2013 in der SonntagsZeitung auf, dass die Amerikaner auch auf Schweizer Boden spionierten. In seinen Recherchen, die von Dezember 2013 bis Januar 2014 erschienen, bewies er, dass in der Gegend rund um das Büro der Vereinten Nationen in Genf während Jahren Observationen mit Video und Tonaufnahmen durchgeführt wurden. Basierend auf den Enthüllungen, eröffnete die Schweizer Bundesanwaltschaft 2013 ein Verfahren wegen Spionage.

### Medientalk
Später wechselte Atasoy zum Informationssender Radio SRF 4 News, wo er diverse Sendungen wie etwa die Frühinformationen heute morgen moderierte. Unter der Leitung des damaligen SRG-Direktors Roger de Weck erhielt Atasoy den Auftrag, eine Mediensendung zu konzipieren, die sich mit dem Mediengeschehen in der Schweiz auseinandersetzt und dieses kritisch begleitet. Die erste Sendung namens Medientalk erschien 2013 und beschäftigte sich mit den Folgen der Offshore-Leaks. Immer wieder thematisiert Atasoy seither problematische Entwicklungen in der Schweizer Medienbranche. So machte er etwa die Pläne von CH Media öffentlich, eine eigene Nachrichtenagentur aufzubauen und das Angebot von Keystone-SDA zu kündigen, was den Druck auf das Budget der letzten Schweizer Nachrichtenagentur noch erhöhte. Nach der Fusion der Medienmagazine Klartext und Edito und der Ankündigung der Medienwoche, den Betrieb einzustellen, wurde Atasoy als einer der letzten Medienkritiker der Schweiz bezeichnet.

### #Mediatoo Schweiz
Im Februar 2023 beschuldigte die Journalistin Anuschka Roshani den damaligen Das Magazin-Chefredaktor Finn Canonica in einem Artikel im Nachrichtenmagazin der Spiegel übergriffigen Verhaltens. Eine Woche später zeigte Atasoy in einem Podcast auf, dass es weit mehr Betroffene beim Magazin gab als zunächst angenommen. Dokumente und Mails, die in der Sendung zitiert werden, legen zudem den Schluss nahe, dass die Personalabteilung von Tamedia spätestens ab 2014 detailliert über die Probleme in der Redaktion informiert war – aber nichts unternahm. In den Tagen danach formierte sich in Tamedia-Redaktionen Widerstand gegen die Betriebskultur. Dabei gelangte ein Protestschreiben an die Öffentlichkeit. Kurz darauf wurde der damalige Super-Chefredaktor, Arthur Rutishauser, entmachtet. Der Fall ist bis heute nicht abschliessend geklärt – ein Bericht, der in diesem Zusammenhang öffentlich wurde, bearbeitet die Vorkommnisse rückwirkend bis 2020 – genauso wie ein Buch, dass der Journalist Roger Schawinski über den Fall schrieb. Was in den Jahren vor 2020 passiert ist, bleibt damit unklar.
In einer weiteren Geschichte griff Atasoy den Fall des ehemaligen Blick-Chefredaktors Werner de Schepper wieder auf. Der Journalist stand bereits 2017 in der Öffentlichkeit, nachdem die Journalistin Michèle Binswanger Belästigungsvorwürfe publik gemacht hatte. In Podcast vom Frühling 2023 wurden weitere Vorwürfe gegen den Journalisten laut. Ein paar Wochen später trennte sich das Medienhaus Ringier-Axel Springer im März 2023 vom ehemaligen Chefredaktor.
Der Fall Republik
Im August 2023 veröffentlichte Salvador Atasoy zusammen mit dem Journalisten Oliver Kerrison eine Recherche, in der sechs Frauen teils schwere Belästigungs-Vorwürfe gegen einen bekannten Schweizer Journalisten erhoben. Dabei machten die beiden Journalisten auch publik, dass die betroffenen Frauen über Wochen versucht hatten, den damaligen Arbeitgeber des Journalisten, das Onlinemagazin Republik dazu zu bringen, den Fall intern zu untersuchen. Die Republik jedoch weigerte sich, etwas zu unternehmen. 
Nach Erscheinen der Recherche kündigt der Verwaltungsrat der Republik an, den Fall extern untersuchen zu lassen. Nach Abschluss von insgesamt drei Untersuchungen räumte des Onlinemagazin im Abschlussbericht Fehler und Versäumnisse bei der Unternehmensführung ein. Auch seien internen Hinweisen zu wenig Aufmerksamkeit geschenkt worden. Der beschuldigte Journalist wurde per sofort entlassen. Die Entlassung sei angesichts der vorliegenden Untersuchungs-Berichte alternativlos gewesen, hiess es zur Begründung. 
In der Recherche wurden auch Vorwürfe gegen die linke Wochenzeitung WOZ laut. Auch dort soll es zu Übergriffen gekommen sein. Im Anschluss kündigte auch die WOZ an, die Ereignisse in einer externen Untersuchung aufarbeiten zu wollen. 
Die Sendung von Kerrison und Atasoy führte zu einer breiten medialen Debatte über die Betriebskultur und die Machtstrukturen im Journalismus.

## Gewerkschaft

### SSM
Bis 2021 präsidierte Atasoy die Berner Sektion des Schweizer Syndikats Medienschaffender – 2022 wurde er von der nationalen Delegiertenversammlung ins Präsidium der Gewerkschaft gewählt. Er führt die Gewerkschaft seither im Co-Präsidium mit dem RTS-Journalisten Rafael Poncioni.

### Neue Schweizer Medienmacher*innen
2019 gründete Atasoy zusammen mit den Medienschaffenden Anna Jikhareva, Christoph Keller, Albina Muhtari und Sarah Winter Sayilir die Schweizer Vertretung der Neuen deutschen Medienmacher*innen und ist seither im Vorstand des Vereins. Die NGO setzt sich für eine reflektierte, antirassistische Berichterstattung und für mehr Medienschaffende mit Migrationsgeschichte ein.

## Weiteres Engagement
Atasoy wurde 2020 als Nachfolger von Konrad Muschg in die Literaturkommission der Stadt Bern gewählt.